# Alexandre Pierre Freslon

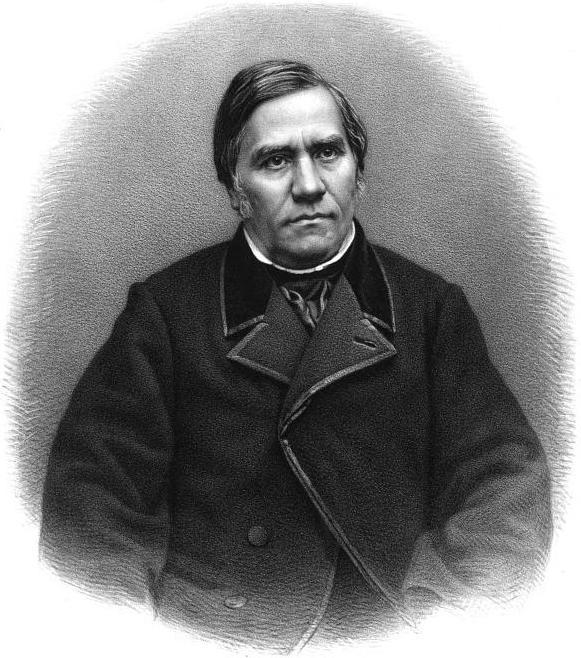
Alexandre Pierre Freslon.

Alexandre Pierre Freslon, född den 1 maj 1808 i La Flèche, död den 26 januari 1867 i Paris, var en fransk jurist och politiker.
Freslon blev 1829 advokat i Angers. År 1839 deltog han i upprättandet av tidningen Le précurseur de l'Ouest, i vilken han ivrigt bekämpade Guizots ministär. År 1848 utnämndes han till generalprokurator vid appellationsdomstolen i Angers och blev samma år medlem av konstituerande församlingen och minister för den allmänna undervisningen. Efter presidentvalet den 10 december 1848 utnämndes han till generaladvokat vid kassationsdomstolen. Vid statskuppen 1851 tog han avsked och lät då inskriva sig som advokat i Paris.